# Совместный перевод
Совместный перевод (коллаборативный перевод) — это техника, созданная в рамках современной технологии перевода, в процессе которой несколько участников могут совместно и одновременно работать над одним документом, чаще всего с помощью компьютерного интерфейса с включенными в него инструментами для совместной работы.
Не путать с краудсорсинговым переводом.

## Определения
Коллаборативный перевод часто путают с краудсорсинговым, в том числе и работники данной сферы.
Черты коллаборативного перевода — несколько участников с разными задачами, одновременная работа в совместном рабочем пространстве с общими для всех ресурсами. Эта техника стала возможна, благодаря облачному вычислению. Цель такого перевода – уменьшить время и количество задач менеджера.
Краудсорсинг в переводе является практикой распределения переводческих заданий среди группы людей через «открытый запрос». Цель такого перевода – упростить этап распределения заданий, снизить стоимость перевода, а иногда и вовсе получить его бесплатно.
Пример: краудсорсинговый документ может быть взят на перевод десятью случайными людьми, каждому из которых досталась лишь часть большего документа. Работа сама по себе не является совместной, так как не происходит одновременно и переводчики не контактируют. Тем не менее, когда эти десять переводчиков используют технологии для совместного перевода, работают одновременно, общаясь друг с другом и другими участниками проекта, тогда перевод становится совместным с использованием этапа краудсорсинга.

## Отношение к облачным вычислениям
Облачное вычисление дало революционный толчок переводческой индустрии и стало основой совместного перевода. Менеджеры, переводчики, корректоры, до этого работавшие в установленных на компьютерах автоматизированных системах перевода, теперь могут войти в определённую систему в одно и то же время, делиться ресурсами в режиме реального времени, вместе работать над проектами и общаться с помощью инструментов рабочего пространства.
Традиционный переводческий процесс был пошаговым (от переводчика к корректору, затем, возможно, к специалисту для утверждения), а за самим процессом следил менеджер. Общие ресурсы позволили участникам работать одновременно в одном облачном пространстве, для чего требуется меньше времени и в результате чего увеличивается качество.
Некоторые системы менеджмента могут разделить один общий файл на определенное количество переводческих задач, которые затем распределяются между переводчиками.